# Valente
Valente este un oraș în statul Bahia (BA) din Brazilia.